# Ейми Райън
Ейми Бет Джевионтко́вски (на английски: Amy Beth Dziewiontkowski), известна професионално като Ейми Райън, е американска театрална и филмова актриса. Номинирана е два пъти за Оскар и два пъти за награда „Тони“.

## Биография
Райън е родена като Ейми Бет Джевионтковски във Флашинг, Куинс в Ню Йорк, дъщеря на Памела (по баща Райън), медицинска сестра, и Джон Джевионтковски, собственик на бизнес с камиони. Тя е от полски, ирландски и английски произход. Израснали през 70-те години на миналия век, Райън и сестра й Лора разнасят вестници с велосипед. В ранна възраст Райън посещава центъра за сценични изкуства Stagedoor Manor в северната част на Ню Йорк. На 17 тя завършва гимназията за сценични изкуства в Ню Йорк. Наета е за участие в националното турне на Biloxi Blues веднага след гимназията и през следващото десетилетие работи трайно извън Бродуей. За сценично име Райън избира моминското име на майка си.
Райън започва професионалната си сценична кариера извън Бродуей с участие в постановката A Shayna Maidel на Westside Theatre от 1987 г., в ролята на Хана. В следващите години тя участва в различни постановки извън Бродуей.

Райън прави своя дебют на Бродуей през 1993 г. като заместничка в оригиналната постановка на The Sisters Rosensweig. Тя получава номинации за наградата „Тони“ за най-добра женска роля в пиеса за версията на „Вуйчо Ваня“ от 2000 г. и за версията на „Трамвай „Желание““ от 2005 г.
След кратко участие в ролята на бегълка в As the World Turns, Райън получава роли в телевизионни сериали като I'll Fly Away, „Спешно отделение“ и „Чикаго Хоуп“, а в The Naked Truth има редовна роля като разглезената доведена дъщеря на Теа Леони. През 1993 г. тя се появява за първи път в „Закон и ред“ на NBC и през годините има появи в още няколко епизода на сериала.
През 2001 г. режисьорът Сидни Лумет я избира за три различни роли (Елън, Парис и Ребека) в 100 Center Street. Райън получава и важна роля във втория сезон на „Наркомрежа“ на HBO, играейки офицера от пристанищните власти Биди Ръсел. В шест последователни епизода на „Офисът“ Райън играе глуповатата служителка от „Човешки ресурси“ Холи Флакс.
Райън се присъединява към актьорския състав на In Treatment на HBO за третия сезон, играейки терапевта на д-р Пол Уестън.
Райън прави своя филмов дебют през 1999 г. в Roberta. Има кратки участия в „Можеш да разчиташ на мен“, където участват Лора Лини и Марк Ръфало, и в мистериозния/трилър Keane. През 2005 г. Албърт Брукс я избира да изиграе съпругата му в Looking for Comedy in the Muslim World, а през 2007 г. участва в още два филма – „Дан в реалния живот“ и „Игрите на дявола“. Ролята й на съпруга на шерифа в „Капоти“ ѝ печели положителни отзиви от критиката, но ролята на закоравяла майка в „Жертва на спасение“ на Бен Афлек е тази, която най-накрая привлича вниманието на публиката към нея. За ролята на Хелън Макрийди Райън получава номинации за Оскар за най-добра поддържаща женска роля и за Златен глобус за най-добра актриса в поддържаща роля, и печели награда „Избора на критиката“.
Други нейни филми включват „Подмяната“ (2008),  режисиран от Клинт Истууд, Green Zone (2010), Win Win (2011).
Райън е част от основния състав на „Бърдмен“, спечелил Оскар за най-добър филм през 2014 г., като споделя наградата на Гилдията на актьорите за актьорския състав на филма. През 2015 г. тя си партнира с Том Ханкс в „Мостът на шпионите“ и се събира отново с колегата си от In Treatment Гейбриъл Бърн в Louder Than Bombs, англоезичния дебют на Йоахим Триер. В началото на следващата година Райън е избрана за ролята на Трейс в Abundant Acreage Available, селска семейна драма от Ангъс Маклаклан, сценариста на Джунбъг. Това е нейната първа главна роля във филм. След премиерата на филма на филмовия фестивал в Трайбека през 2017 г. Райън получава всеобщо признание за изпълнението си. Главният филмов критик на „Варайъти“ Питър Дебрюж нарича изпълнението връхна точка в кариерата ѝ.
През 2018 г. Райън участва в „Красиво момче“ на Amazon Studios, мрачна семейна драма, в която си партнира с колегата си от „Офисът“ Стив Карел и с Тимъти Шаламе. През 2019 г. тя става част от актьорския състав на Late Night, комедия на Минди Калинг за водеща на вечерно токшоу (в ролята Ема Томпсън). През 2020 г. Райън играе в мистериозния трилър на Netflix Lost Girls, истинската история на жена, която търси изчезналата си дъщеря.

## Личен живот
Райън се жени за Ерик Словин през 2011 г. Те имат една дъщеря, Джорджия Грейси (родена на 15 октомври 2009 г.).

## Филмография
| Година  | Заглавие                               | Роля                 | Бележки                       |
| ------- | -------------------------------------- | -------------------- | ----------------------------- |
| 1999 г. | Роберта                                | Джуди                |                               |
| 2000 г. | Можеш да разчиташ на мен               | Рейчъл Луиз Прескот  |                               |
| 2000 г. | A Pork Chop for Larry                  | Бет                  | Късометражен филм             |
| 2004 г. | Keane                                  | Лин Бедик            |                               |
| 2005 г. | Война на световете                     | Съседка с малко дете |                               |
| 2005 г. | Капоти                                 | Мари Дюи             |                               |
| 2005 г. | Looking for Comedy in the Muslim World | Емили Брукс          |                               |
| 2006 г. | Marvelous                              | Куини                |                               |
| 2007 г. | Жертва на спасение                     | Хелън Макрийди       |                               |
| 2007 г. | Нийл Касиди                            | Каролин Касиди       |                               |
| 2007 г. | Игрите на дявола                       | Марта Хенсън         |                               |
| 2007 г. | Дан в реалния живот                    | Айлийн Бърнс         |                               |
| 2008 г. | Подмяната                              | Карол Декстър        |                               |
| 2009 г. | The Missing Person                     | Мис Чарли            | Също и изпълнителен продуцент |
| 2010 г. | Jack Goes Boating                      | Кони                 |                               |
| 2010 г. | Green Zone                             | Лори Дейн            |                               |
| 2011 г. | Win Win                                | Джаки Флeърти        |                               |
| 2013 г. | Breathe In                             | Меган Рейнолдс       |                               |
| 2013 г. | Escape Plan                            | Абигейл Рос          |                               |
| 2013 г. | Devil's Knot                           | Маргарет Лакс        |                               |
| 2014 г. | Бърдмен                                | Силвия               |                               |
| 2015 г. | Don Verdean                            | Карол                |                               |
| 2015 г. | Louder Than Bombs                      | Хана                 |                               |
| 2015 г. | Goosebumps: Страховити истории         | Гейл Купър           |                               |
| 2015 г. | Мостът на шпионите                     | Мери Маккена Донован |                               |
| 2016 г. | Агент и 1/2                            | Агент Памела Харис   |                               |
| 2016 г. | The Infiltrator                        | Бони Тишлер          |                               |
| 2016 г. | Монстър Тръкс                          | Синди Коли           |                               |
| 2017 г. | Abundant Acreage Available             | Трейси Ледбетър      |                               |
| 2018 г. | Beautiful Boy                          | Вики Шеф             |                               |
| 2019 г. | Late Night                             | Каролайн Мортън      |                               |
| 2019 г. | Strange but True                       | Шарлийн Чейс         |                               |
| 2020 г. | Worth                                  | Камил Бирос          |                               |
| 2020 г. | Lost Girls                             | Мари Гилбърт         |                               |
| 2023 г  | Disappointment Blvd.                   |                      |                               |

| Година           | Заглавие                              | Роля                                       | Бележки                           |
| ---------------- | ------------------------------------- | ------------------------------------------ | --------------------------------- |
| 1992 г.          | I'll Fly Away                         | Парки Сасър                                | 6 епизода                         |
| 1993 г.; 2006 г. | Law & Order                           | Ейми / Валери Месик                        | 2 епизода                         |
| 1995 г.          | Sirens                                | Ейприл Уорд                                | Епизод: The Abduction             |
| 1995 г.          | Спешно отделение                      | Сестра                                     | Епизод: Love Among the Ruins      |
| 1995–1996 г.     | The Naked Truth                       | Клои Банкс                                 | 20 епизода                        |
| 1998 г.          | Чикаго Хоуп                           | Хелън Шерууд                               | Епизод: Liver, Hold the Mushrooms |
| 1998 г.          | A Will of Their Own                   | Кари Бейкър                                | Минисериал                        |
| 2000 г.          | Law &amp; Order: Special Victims Unit | Лорейн Хенсън                              | Епизод: Bad Blood                 |
| 2001–2002 г.     | 100 Centre Street                     | Ребека Рифкинд / Елън                      | 7 епизода                         |
| 2003 г.; 2007 г. | Law &amp; Order: Criminal Intent      | Джули Търнър / Еди Нелсън                  | 2 епизода                         |
| 2003–2008 г.     | Наркомрежа                            | Бийди Ръсел                                | 20 епизода                        |
| 2006–2007 г.     | Kidnapped                             | Морийн Кембъл                              | 2 епизода                         |
| 2008–2011        | Офисът                                | Холи Флакс                                 | 17 епизода                        |
| 2010 г.          | In Treatment                          | Адел                                       | 8 епизода                         |
| 2015–2017 г.     | Broad City                            | Heidi Strand                               | 2 episodes                        |
| 2016–2019 г.     | High Maintenance                      | Gigi                                       | 2 episodes                        |
| 2020 г.          | I'll Be Gone In the Dark              | Историите на Мишел Макнамара, прочетени от | озвучаване 6 епизода              |
| 2021-2022 г.     | Only Murders in the Building          | Ян                                         | Главна роля                       |
| TBA              | Sugar                                 |                                            | Предстоящ сериал                  |

## Награди и номинации
| Година | Награда                       | Категория                                            | Продукция          | Резултат  |
| ------ | ----------------------------- | ---------------------------------------------------- | ------------------ | --------- |
| 2000   | Тони                          | Най-добра актриса в пиеса                            | Чичо Ваня          | номинация |
| 2005   | Тони                          | Най-добра актриса в пиеса                            | Трамвай „Желание“  | номинация |
| 2007   | Оскар                         | Най-добра поддържаща женска роля                     | Жертва на спасение | номинация |
| 2007   | Изборът на критиката          | Най-добра поддържаща женска роля                     | Жертва на спасение | награда   |
| 2007   | Златен глобус                 | Най-добра актриса в поддържаща роля                  | Жертва на спасение | номинация |
| 2007   | Сателит                       | Най-добра актриса в поддържаща роля                  | Жертва на спасение | награда   |
| 2007   | Награда на актьорската гилдия | Изключително изпълнение на актриса в поддържаща роля | Жертва на спасение | номинация |
| 2014   | Изборът на критиката          | Най-добър актьорски състав                           | Бърдмен            | награда   |
| 2014   | Награда на актьорската гилдия | Изключително изпълнение на състав във филм           | Бърдмен            | награда   |